# Michael Robinson (football)
Pour les articles homonymes, voir Robinson et Michael Robinson.
Michael John Robinson, né le 12 juillet 1958 à Leicester (Royaume-Uni) et mort le 28 avril 2020 à Madrid (Espagne), est un footballeur international irlandais.

## Biographie
Michael Robinson naît au Royaume-Uni le 12 juillet 1958.
Il évoluait au poste d'attaquant à Liverpool, équipe avec laquelle il est champion d'Europe 1984 et en équipe d'Irlande. Il s'est confié auprès de Simon Hughes sur son unique saison chez les Reds, admettant la difficulté qu'il avait eu à assumer la pression trop lourde qu'impliquait le fait de porter le maillot de Liverpool. 
Très connu en Espagne, où il a terminé sa carrière à Osasuna, il y commentait depuis les années 1990 des matchs sur Canal+ 1. Il y a animé des émissions très populaires, comme El día después sur Canal+ Espagne puis, à partir de 2007, Informe Robinson, un programme mensuel dont le dernier épisode avant sa mort a été retransmis en février 2020. 
Sa notoriété lui vaut d'être la figure de proue des tous les jeux vidéo PC Fútbol (1992-2007). Depuis la saison 2015-2016, il officiait dans le programme "Canal+ Partidazo" de Movistar, aussi appelé C+ Movistar ou Movistar+.
Michael Robinson meurt d'un cancer le 28 avril 2020 en Espagne.

### Carrière
- 1975-1979 : Preston North End
- 1979-1980 : Manchester City
- 1980-1983 : Brighton and Hove Albion
- 1983-1984 : Liverpool
- 1984-1986 : Queens Park Rangers
- 1987-1989 : Osasuna

## Palmarès

### En équipe nationale
- 24 sélections et 4 buts avec l'équipe de la république d'Irlande entre 1980 et 1986.

### Avec Liverpool
- Vainqueur de la Ligue des champions de l'UEFA en 1984.
- Vainqueur du Championnat d'Angleterre de football en 1984.
- Vainqueur de la Coupe de la Ligue anglaise de football en 1984.

## Divers
Michael Robinson a doublé une voix dans la version espagnole de Shrek 2.

## Sources
- (en) Simon Hugues, Red Machine: Liverpool FC in the '80s: The Players' Stories, Mainstream Publishing, octobre 2013, 272 p. (ISBN 9781780578187), p. 91-121
- (en) Stephen McGarrigle, The Complete who's who of Irish international football : 1945-1996, Edimbourg, Mainstream Publishing, octobre 1996, 237 p. (ISBN 1-85158-894-9), p. 166-167
- Yann Dey-Helle, « Michael Robinson, le lendemain », Dialectik Football,‎ 8 mai 2020 (lire en ligne)